# Calciatori del Calcio Foggia 1920
In più di 90 anni di storia hanno vestito la maglia del Foggia più di 800 giocatori, la maggior parte dei quali italiani, ma solo sei di questi sono stati convocati dalla nazionale italiana.
Tra i giocatori di rilievo italiani che hanno militato tra le file rossonere figurano Giuseppe Comei, il primo capitano, Roberto Fini, sia giocatore che allenatore, Renato Sarti, che mancò per poco la convocazione in nazionale, Attilio De Brita, Giuseppe Bortolotti e Cosimo Nocera, bandiera del Foggia degli anni sessanta e anni settanta, è il giocatore con più gol all'attivo con il Foggia e venne anche convocato in nazionale assieme a Romano Micelli. Accanto a loro in quel periodo sono annoverati anche Ambrogio Valadè, Matteo Rinaldi, Cataldo Gambino, Paolo Lazzotti, Vincenzo Faleo, Roberto Oltramari e Francesco Patino. Negli anni settanta militarono nel Foggia giocatori come Raffaele Trentini, che con 1002 minuti detiene il record d'imbattibilità con la maglia rossonera, Mauro Colla, che disputò dieci stagioni consecutive con il Foggia, Giovanni Pirazzini, il capitano più longevo, con sette stagioni da capitano, Giorgio Maioli, Luigi Delneri e Giuseppe Pavone, attuale direttore sportivo della società. 
Con la caduta della squadra, furono pochi i giocatori che ebbero modo di distinguersi negli anni ottanta, tra i quali Andrea Stimpfl ed Antonio Bordon.
Nei primi anni novanta, dove il Foggia dell'allenatore Zeman era chiamato il "Foggia dei miracoli", si distinsero Francesco Mancini, Pasquale Padalino, Maurizio Codispoti, ed infine il "tridente delle meraviglie" di Roberto Rambaudi, Francesco Baiano e Giuseppe Signori.
Sempre nei primi anni novanta, i giocatori non italiani di rilievo ad aver giocato nel Foggia sono Dan Petrescu, Igor' Šalimov, Igor' Kolyvanov e Bryan Roy.

## Capitani della squadra
I capitani del Foggia in circa 90 anni di storia sono stati ben 55, tra i quali sono da citare Carlo Ponzanibbio e Cosimo Nocera, gli unici capitani in annate non consecutive, e Giovanni Pirazzini, il capitano più longevo della storia del Foggia con ben sette stagioni come capitano.

### Lista dei capitani

Giovanni Pirazzini, il capitano rossonero più longevo

| Calciatore               | Ruolo | Stagioni al club                | Stagioni da capitano      | Presenze | Reti |
| ------------------------ | ----- | ------------------------------- | ------------------------- | -------- | ---- |
| …                        |       |                                 |                           |          |      |
| Giuseppe Comei           | C     | 1922-1927                       | 1923-1924 (1)             | 24       | 8    |
| Guido De Biase           | D     | 1922-1925                       | 1924-1925 (1)             | ?        | ?    |
| Alessandro Sarti         | C     | 1923-1928                       | 1925-1928 (3)             | ?        | ?    |
| Giuseppe Giustacchini    | C     | 1928-1930                       | 1928-1929 (1)             | 13       | 8    |
| Renato Sarti             | P     | 1923-1930                       | 1929-1931 (2)             | 83       | -100 |
| Olao Cerini              | D     | 1931-1934                       | 1931-1933 (2)             | 54       | 0    |
| Giovanni Pavanello       | A     | 1929-1936                       | 1933-1936 (3)             | ?        | 62   |
| Ubaldo Narducci          | P     | 1934-1937                       | 1936-1937 (1)             | 65       | -?   |
| Vincenzo Marsico         | C     | 1934-1942                       | 1937-1942 (5)             | 143      | 4    |
| Vincenzo Toriello        | P     | 1937-1943                       | 1942-1943 (1)             | ?        | ?    |
| Carlo Ponzanibbio        | D     | 1941-1943, 1945-1949            | 1945-1946 e 1947-1949 (3) | ?        | ?    |
| Piero Andreoli           | C     | 1946-1947                       | 1946-1947 (1)             | 14       | 2    |
| Arnaldo Leonzio          | A     | 1949-1952                       | 1949-1952 (3)             | ?        | ?    |
| Vincenzo Orlando         | C     | 1952-1954                       | 1952-1954 (2)             | 55       | 17   |
| Giorgio Lazzeri          | D     | 1950-1955                       | 1954-1955 (1)             | ?        | ?    |
| Severino Gorini          | C     | 1952-1956                       | 1955-1956 (1)             | ?        | ?    |
| Attilio De Brita         | D     | 1945-1948, 1949-1952, 1953-1958 | 1956-1957 (1)             | 217      | ?    |
| Alberto Allegretti       | D     | 1955-1959                       | 1957-1958 (1)             | 108      | 1    |
| Antonio Stornaiuolo      | C/A   | 1955-1961                       | 1958-1961 (3)             | ?        | ?    |
| Cosimo Nocera            | A     | 1959-1969                       | 1961-1962 e 1963-1967 (5) | 257      | 101  |
| Francesco Patino         | A     | 1959-1967                       | 1962-1963 (1)             | 163      | 17   |
| Cataldo Gambino          | A     | 1962-1969                       | 1967-1968 (1)             | 154      | 19   |
| Ambrogio Valadè          | D     | 1962-1970                       | 1968-1969 (1)             | 231      | 7    |
| Giorgio Maioli           | C     | 1964-1971                       | 1969-1971 (2)             | 212      | 16   |
| Paolo Garzelli           | C     | 1968-1973                       | 1971-1972 (1)             | 156      | 10   |
| Giovanni Pirazzini       | D     | 1967-1980                       | 1972-1979 (7)             | 374      | 13   |
| Giuseppe Lorenzetti      | C     | 1974-1977 e 1978-1980           | 1979-1980 (1)             | 45       | 4    |
| Mirko Benevelli          | P     | 1977-1981                       | 1980-1981 (1)             | 89       | -78  |
| Antonio Rocca            | C     | 1981-1983                       | 1981-1982 (1)             | 46       | 0    |
| Antonio Bordon           | A     | 1975-1978 e 1981-1984           | 1982-1983 (1)             | 166      | 38   |
| Pellegrino Valente       | D/C   | 1971-1974 e 1982-1985           | 1983-1984 (1)             | 128      | 5    |
| Andrea Stimpfl           | D     | 1980-1983 e 1984-1985           | 1984-1985 (1)             | 113      | 1    |
| Pier Giuseppe Mosti      | D     | 1985-1986                       | 1985-1986 (1)             | 26       | 2    |
| Roberto Pidone           | D     | 1985-1987                       | 1986-1987 (1)             | 61       | 7    |
| Guglielmo Ferrante       | D     | 1984-1986 e 1987-1990           | 1987-1989 (3)             | 121      | 13   |
| Onofrio Barone           | C     | 1987-1992                       | 1989-1992 (3)             | 164      | 17   |
| Andrea Seno              | C     | 1992-1994                       | 1992-1994 (2)             | 53       | 2    |
| Pasquale De Vincenzo     | C     | 1992-1996                       | 1994-1995 (1)             | 117      | 4    |
| Igor' Kolyvanov          | A     | 1992-1996                       | 1995-1996 (1)             | 106      | 22   |
| Francesco Mancini        | P     | 1987-1995 e 1996-1997           | 1996-1997 (1)             | 235      | -283 |
| Federico Bettoni         | C     | 1996-1998                       | 1997-1998 (1)             | 70       | 2    |
| Paolo Bianco             | D     | 1994-1999                       | 1998-1999 (1)             | 98       | 1    |
| Attilio Nicodemo         | C     | 1998-2000                       | 1999-2000 (1)             | 63       | 1    |
| Luigi Molino             | A     | 1999-2001                       | 2000-2001 (1)             | 52       | 31   |
| Roberto Carannante       | D     | 2000-2003                       | 2001-2003 (2)             | 82       | 10   |
| Marco Pennacchietti      | D     | 1999-2004                       | 2003-2004 (1)             | 146      | 8    |
| Pasquale Catalano        | D     | 2001-2005                       | 2004-2005 (1)             | 111      | 4    |
| Francesco Giuseppe Tomei | D     | 2004-2005                       | 2005 (1)                  | 22       | 0    |
| David Stefani            | D     | 2003-2006                       | 2005-2006 (1)             | 76       | 1    |
| Luca Pagliarulo          | D     | 2004-2007                       | 2006-2007 (1)             | 63       | 0    |
| Fabio Pecchia            | C     | 2007 e 2008-2009                | 2007 e 2008-2009 (2)      | 42       | 5    |
| Antonino Cardinale       | C     | 2006-2008                       | 2007-2008 (1)             | 43       | 6    |
| Giovanni Ignoffo         | D     | 2006-2008                       | 2008 (1)                  | 61       | 3    |
| Tony D'Amico             | D     | 2007-2010                       | 2009-2010 (1)             | 67       | 0    |
| Nicola Mancino           | D     | 2008-2010                       | 2010 (1)                  | 84       | 8    |
| Marco Candrina           | D     | 2010-2011                       | 2010-2011 (1)             | 18       | 0    |
| Giovanni Tomi            | D     | 2010-2012                       | 2011-2012 (1)             | 29       | 1    |
| Riccardo Perpetuini      | C     | 2011-2012                       | 2012 (1)                  | 21       | 0    |
| Cristian Agnelli         | C     | 2001-2002, 2010 e 2012-2019     | 2012-2019 (7)             | 222      | 18   |
| Federico Gentile         | A     | 2019-                           | 2019- (1)                 | 7        | 3    |

## Statistiche e record individuali
Il giocatore che detiene il record di presenze in serie A è Franco Mancini con 122, cui vanno sommate 110 presenze in serie B e 4 in serie C1, che ne fanno complessivamente il quarto giocatore del Foggia con il maggior numero di presenze nei campionati italiani, 236.
Il record di presenze nei campionati italiani con la maglia rossonera appartiene a Giovanni Pirazzini che, dal 1967 al 1979, scese in campo 374 volte.
Attualmente il già citato Pirazzini detiene il record assoluto di presenze ufficiali con la maglia rossonera, 424, mentre considerando anche il torneo amichevole Coppa d'Estate del 1978, Pirazzini arriva a quota 428.
Il giocatore straniero con più presenze nel Foggia è Igor' Kolyvanov, con 106 presenze.
Il giocatore del Foggia che ha segnato più gol con la maglia rossonera è Cosimo Nocera, con 111 reti, ed è anche il miglior marcatore dei "satanelli" nei campionati, con 102 gol di cui 7 su rigore. 
Inoltre Nocera è il miglior marcatore del Foggia in serie A ed in serie B, il primo record è condiviso con Igor' Kolyvanov con 18 reti, mentre tra i cadetti ha segnato 54 gol. Gli altri 39 gol sono divisi in 30 in serie C e 9 in Coppa Italia. 
Il giocatore che ha segnato più gol in serie C, dal 1978 chiamata serie C1, è Virgilio Nicoli, autore di 37 reti.
In serie C2, il miglior marcatore rossonero è Luigi Molino, che ha realizzato 32 gol.
Con 44 reti, Luigi Della Rocca è il primo tra i marcatori del Foggia in IV Serie.
Tra i campionati antecedenti al 1929, il capocannoniere rossonero della Prima Divisione è Alfredo Marchionneschi, con 84 gol (77+7 tra fasi finali o spareggi), mentre quello della Seconda Divisione è Giuseppe Comei, con 5 gol (3+2 negli spareggi).
Il miglior marcatore del Foggia in un campionato fu Alfredo Marchionneschi, con 29 gol (36 considerando il girone finale) in 26 gare (32 considerando il girone finale) nel campionato di Prima Divisione 1931-1932.
Infine, Alfredo Marchionneschi e Antonio Bellotti hanno il record di marcature in una singola partita: 5 gol, segnati al Brindisi da Marchionneschi, e al Tosi Taranto da Bellotti.

### Record di presenze e reti
| I più presenti in tutte le competizioni 1. Giovanni Pirazzini 424 2. Mauro Colla 351 3. Cosimo Vittorio Nocera 268 4. Francesco Mancini 265 5. Cristian Agnelli 250 6. Matteo Rinaldi 248 7. Giorgio Maioli 232 8. Ambrogio Valadè 231 9. Raffaele Trentini 220 10. Attilio De Brita 217 | I marcatori in tutte le competizioni 1. Cosimo Vittorio Nocera 121 2. Alfredo Marchionneschi 84 3. Giovanni Pavanello 62 4. Umberto Del Core 52 5. Fabio Mazzeo 51 6. Gino Della Rocca 49 7. Raggio Montanari 49 8. Virgilio Nicoli 45 9. Antonio Bordon 39 |

(aggiornato al 26.08.2019)
- 374  Giovanni Pirazzini (1967-1980)
- 316  Mauro Colla (1969-1979)
- 256  Cosimo Nocera (1959-1969)
- 237  Matteo Rinaldi (1955-1957, 1958-1968)
- 236  Cristian Agnelli (2001-2002, 2010, 2012-2019)
- 235  Francesco Mancini (1987-1995, 1996-1997)
- 217  Ambrogio Valadè (1962-1970)
- 216  Attilio De Brita (1945-1948, 1949-1952, 1953-1958)
- 212  Giuseppe Bortolotti (1955-1963)
- 211  Giorgio Maioli (1964-1971)

| Serie A - 122 Francesco Mancini (1991-1995) - 110 Giorgio Maioli (1964-1967, 1970-1971) - 106 Giovanni Pirazzini (1970-1971, 1973-1974, 1976-1978) - 103 Mauro Colla (1970-1971, 1973-1974, 1976-1978) - 94 Dante Micheli (1964-1967) - 91 Ambrogio Valadè (1964-1967) - 90 Paolo Lazzotti (1964-1967) - 88 Giuseppe Moschioni (1964-1967) - 87 Luigi Di Biagio (1992-1995) 87 Matteo Rinaldi (1964-1967) | Serie B - 255 Giovanni Pirazzini (1967-1970, 1971-1973, 1974-1976, 1978-1979) - 213 Mauro Colla (1969-1970, 1971-1973, 1974-1976, 1978-1979) - 141 Eugenio Fumagalli (1968-1970, 1971-1972, 1974-1976) 141 Raffaele Trentini (1968-1970, 1971-1973, 1974-1975) - 125 Ambrogio Valadè (1962-1964, 1967-1970) - 124 Giuseppe Pavone (1967-1969, 1971-1973, 1974-1975) - 117 Cosimo Nocera (1960-1961, 1962-1964, 1967-1969) - 112 Cataldo Gambino (1962-1964, 1967-1969) - 110 Francesco Mancini (1989-1991, 1995, 1996-1997) - 105 Paolo Garzelli (1968-1970, 1971-1973) |

### Record di marcature
| Gol in tutti i Campionati - 102 Cosimo Nocera (1959-1969) - 88 Alfredo Marchionneschi (1929-1932) - 62 Giovanni Pavanello (1929-1936) - 49 Luigi Della Rocca (1955-1959) 49 Raggio Montanari (1931-1933, 1934-1935) - 48 Umberto Del Core (2002-2004, 2007-2008) - 45 Virgilio Nicoli (1947-1954) - 45 Fabio Mazzeo (2016-2019) - 38 Francesco Baiano (1990-1992) 38 Antonio Bordon (1975-1978, 1981-1984) | Gol in Coppa Italia serie A - 9 Cosimo Nocera (1960-1961, 1962-1969) - 6 Nello Saltutti (1968-1972) - 5 Pierpaolo Bresciani (1992-1996) 5 Giuseppe Lorenzetti (1974-1977, 1978-1979) - 4 Antonio Bordon (1975-1978, 1981-1984) - 3 Stanislao Bozzi (1980-1981) 3 Luigi Di Biagio (1992-1995) 3 Paolo Garzelli (1968-1973) 3 Igor' Kolyvanov (1991-1996) 3 Giorgio Maioli (1964-1971) 3 Aldo Nicoli (1975-1978) 3 Paolo Nuti (1968-1969) 3 Giuseppe Perrone (1997-1999) 3 Roberto Rambaudi (1989-1992) 3 Dante Rossi (1935-1937) 3 Giovanni Stroppa (1993-1994) 3 Luigi Torti (1935-1936) 3 Roberto Floriano (2015-2016) |
| Serie A - 18 Igor' Kolyvanov (1992-1995) 18 Cosimo Nocera (1964-1967) - 17 Pierpaolo Bresciani (1992-1995) - 16 Francesco Baiano (1991-1992) - 15 Bryan Roy (1992-1994) - 14 Dante Micheli (1964-1967) - 13 Antonio Bordon (1976-1978) 13 Massimiliano Cappellini (1993-1995) - 12 Luigi Di Biagio (1992-1995) - 11 Giuseppe Signori (1991-1992)                                                           | Serie B - 54 Cosimo Nocera (1960-1961, 1962-1964, 1967-1969) - 25 Nello Saltutti (1968-1970, 1971-1972) 25 Giuseppe Signori (1989-1991) - 24 Fabio Mazzeo (2017-2019) - 23 Antonio Bordon (1975-1976, 1981-1983) - 22 Francesco Baiano (1990-1991) 22 Vincenzo Chianese (1996-1998) 22 Roberto Rambaudi (1989-1991) - 21 Attilio Sudati (1933-1935) - 20 Giovanni Pavanello (1933-1936) - 17 Vincenzo Traspedini (1966-1968) |

## Altri record individuali
- Giocatori con il maggior numero di gol in una stessa partita
 Alfredo Marchionneschi (5) in Brindisi-Foggia 2-7, del campionato di Prima Divisione 1930-1931 e Antonio Bellotti (5) in Foggia-Tosi Taranto 6-0, del campionato di Prima Divisione 1932-1933
- Giocatore con il maggior numero di presenze con la nazionale italiana
 Giovanni Stroppa, 4 partite dal 1993 al 1994
- Giocatori con il maggior numero di gol con la nazionale italiana
 Cosimo Nocera e Giuseppe Signori, 1 rete